# 红树林

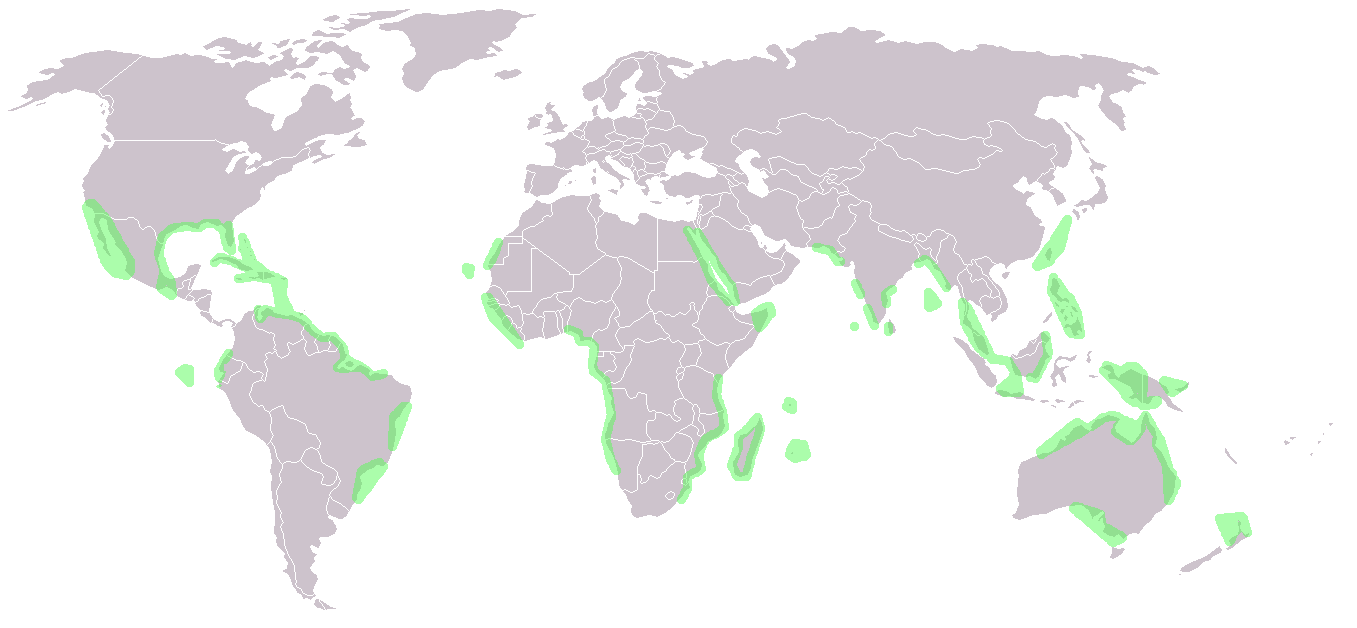
世界紅樹林分佈

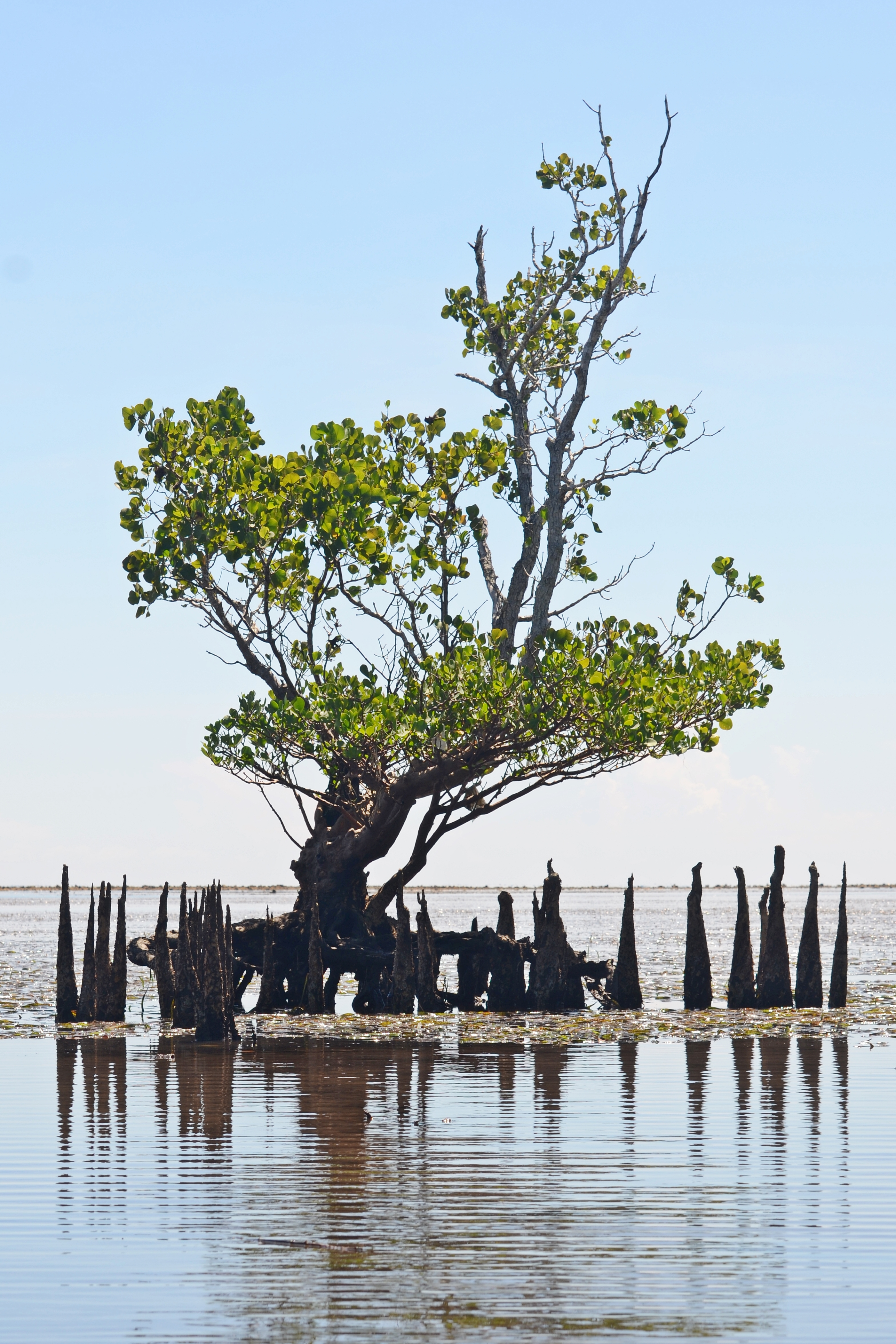
紅樹是耐鹽性極高的灌木，適合生長於海岸邊的潮間帶

红树林，是由一群水生至半水生或湿生的木本植物組成的沼泽生态系统，全世界紅樹林樹種约有25科30屬83種。

## 定義
「紅樹林」中文名稱源自於紅樹科植物體內含大量丹寧，當丹寧在空氣中氧化，其附著的枝幹呈紅褐色，故得名。東南亞常將紅樹的樹皮提煉紅色染料，馬來人於是稱它的樹皮為「紅樹皮」，而中文名稱則叫做紅樹。英文則以「Mangrove」來通稱所有的紅樹林植物，該字是由西班牙文中的樹（Mangle）和英文中的樹叢（Grove）所組成。而現在所指的紅樹林僅侷限於生長在熱帶海岸最高潮線以下，及平均高潮線以上之灌木或喬木。世界紅樹林的種類約有10科16屬55種。
國際紅樹林組織（International Society for Mangrove Ecosystem）依其生育型可以分為：
- 真紅樹林植物（True mangroves）
- 半紅樹林植物（Minor mangroves）
- 紅樹林伴生植物（Mangrove associates）

不同植物学家对于这三类植物的定义不同，部分植物属于这三类植物中的哪一类至今尚无定论，有的植物学家认为真红树植物只能是专一性生长在潮间带的木本植物，因此将卤蕨属植物排除在真红树植物以外，但卤蕨不符合半红树植物与红树林伴生植物的特征，此外还有许多寄生与藤本植物也是专一性生长在红树林内的。因此有人提出了红树林同生植物（Consortive plant）这一概念。
真紅樹林植物（True mangrove）：

只出現在河口潮間帶之木本植物，具有為適應環境而演化出之氣生根及胎生現象等，以紅樹科（Rhizophoraceae）的18種植物為代表，全世界約有60種。
半紅樹林植物（Minor mangroves）：

能在潮間帶生長亦能延伸到陸生生態系之植物，因此許多紅樹林常見伴生植物。通常相对于红树植物不具有专一性的适应特征，且对长期海水漫灌的适应能力通常弱于真红树植物，主要生长在高潮带至风暴潮或天文学大潮才能淹没到的潮上带，有的也会经常性的被海水淹没。

## 生長條件

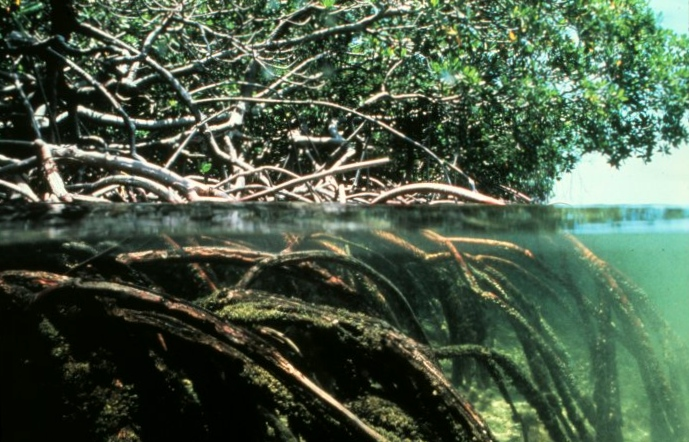
红树林的水上和水下部分

紅樹林開花

主要分布於25∘N和25∘S間的熱帶與亞熱帶地區。西半球最北限可至32∘N的百慕達，南限可至30∘S的巴西南部海岸；東半球最北可至32∘N的日本南部，南可至33∘S的東非海岸和38∘S的紐澳地區。
適合紅樹林生長的環境，大致需具備下列五個條件：
- 熱帶型的溫度：最冷月份的平均溫度需高於20℃，年平均溫差需小於5℃。
- 細粒沖積扇：在河口或三角洲地區的沖積平原，由細緻的坋粒及黏土所形成的軟泥，是最適合紅樹林的生長。不過也有一些紅樹林是生長在海岸岩礁或沙地之上的，例如白骨壤、紫条木、杯萼海桑等。
- 海浪（潮汐）的作用力要小：要浪潮小，沙泥才能夠沉積，紅樹林幼苗也才能夠著床生長。巨大海浪不但會帶走沙泥，也會沖刷幼苗，使紅樹林難以形成。
- 海水：根据物种，含鹽份的水對紅樹林本身並非必要條件，但可能因紅樹林具備耐鹽的特性，含鹽分的水會排除其它陸生植物，使紅樹林成為海岸、河口的優勢植物，形成生态需盐，但也存在许多红树植物对海水的盐分具有生理性的依赖，离开了盐水便无法正常繁殖生长。
- 寬廣的潮間帶：寬廣平坦的潮間帶，可提供大面積的紅樹林棲地，讓紅樹林可拓展生長。[1]

从红树林对环境的适应和演化，很有启发。沿着海岸线生长的植物，必须克服很多苛刻的条件，例如海水盐度、泥土层不够厚和稳定、潮汐、海风等。但就在这样的环境中，红树林的相应演化为：有的长出气根，帮助呼吸；有的长出板根，帮助支撑；还有的有胚轴（种子先在里面培育一段时间，能从母体吸收营养),有的种子也有漂浮组织，方便漂流及插入沙地。

## 特性

### 根部特性

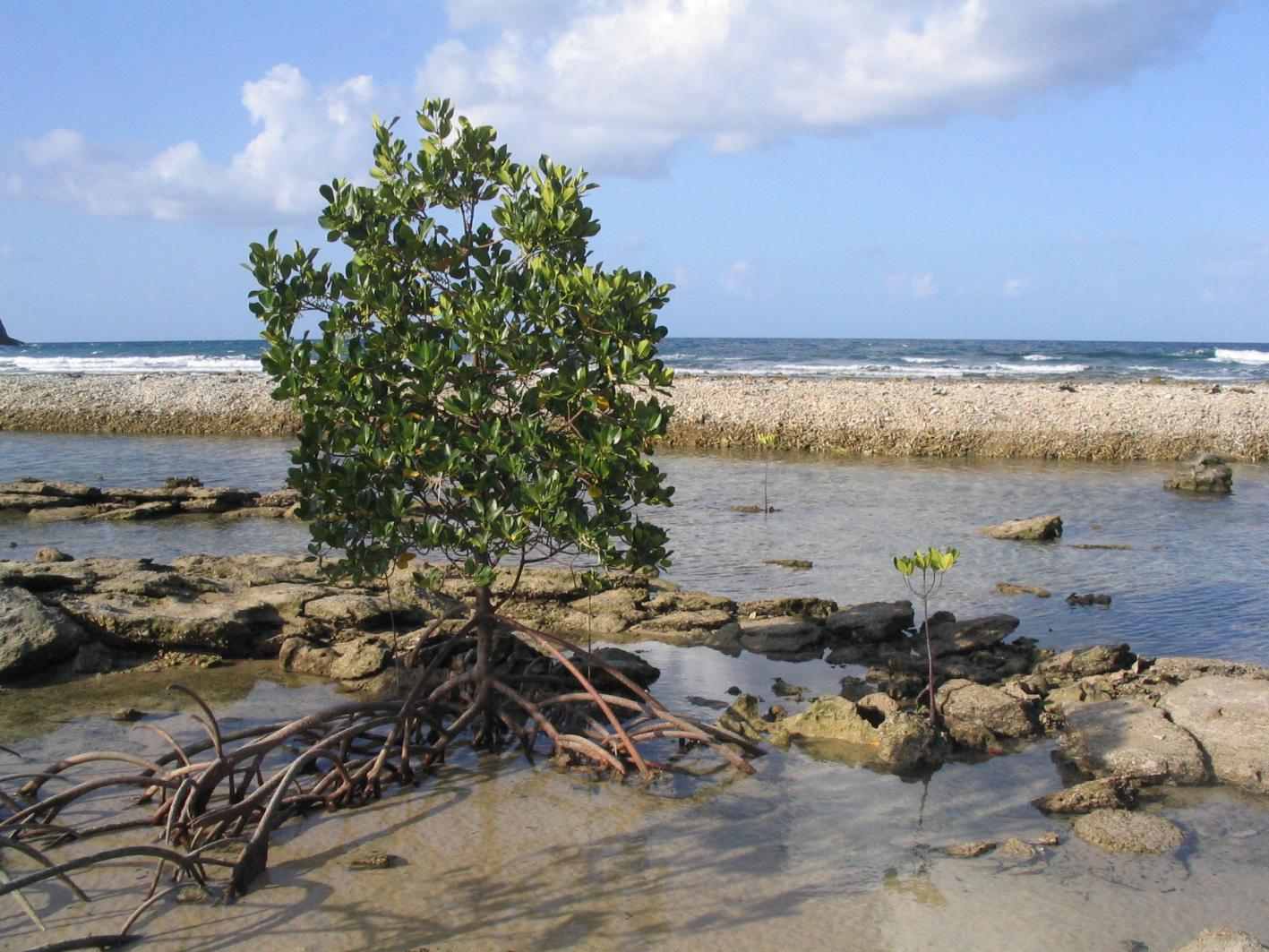
美洲紅樹，显示其支柱根

紅樹林生育地的土質鬆軟、受潮水沖刷、缺氧，因此紅樹林植物的根系多分佈很淺但很廣，得以支撐樹體並利於進行呼吸。根部內並有通氣道，在缺氧的土壤中，更利於氣體交換。紅樹林的根系可大別為氣根和地下根兩類。
氣根由主幹或較低的分枝長出，懸垂向下生長，進入土壤後形成支持根，可進行呼吸並具有支撐植株作用，主要有指状呼吸根与膝状呼吸根。白骨壤、紅海欖屬於指状呼吸根。它是自植株基部伸展出的水平根的侧根向上分化的结果，水筆仔的氣根還可向側方延伸，最後形成板狀的支持根，有更佳的支撐作用。而膝状呼吸根主要见于木榄等植物，它是维管束形成层不均匀的分裂活动产生的，一般较为粗壮，木栓层厚。此外，海漆、木果楝和银叶树等植物还具有板状根，也可以被视作是一种气生根，与膝状呼吸根类似。
地下根有由支持根長出，也有在地下形成縱走根後，由此向上長出散生的呼吸根，直立露出土面。海茄苳即有分佈很廣的呼吸根。
红海榄等植物会自主干底部生长出支柱根，这些根系可以起到固定植株的作用，一般风浪较大的地区的红树植物更倾向于生长出更多的支柱根，此外，生长在内陆淡水沼泽的肉豆蔻属的部分植物也存在类似结构，这些支柱根也是红树林的标志之一。

### 葉的特性

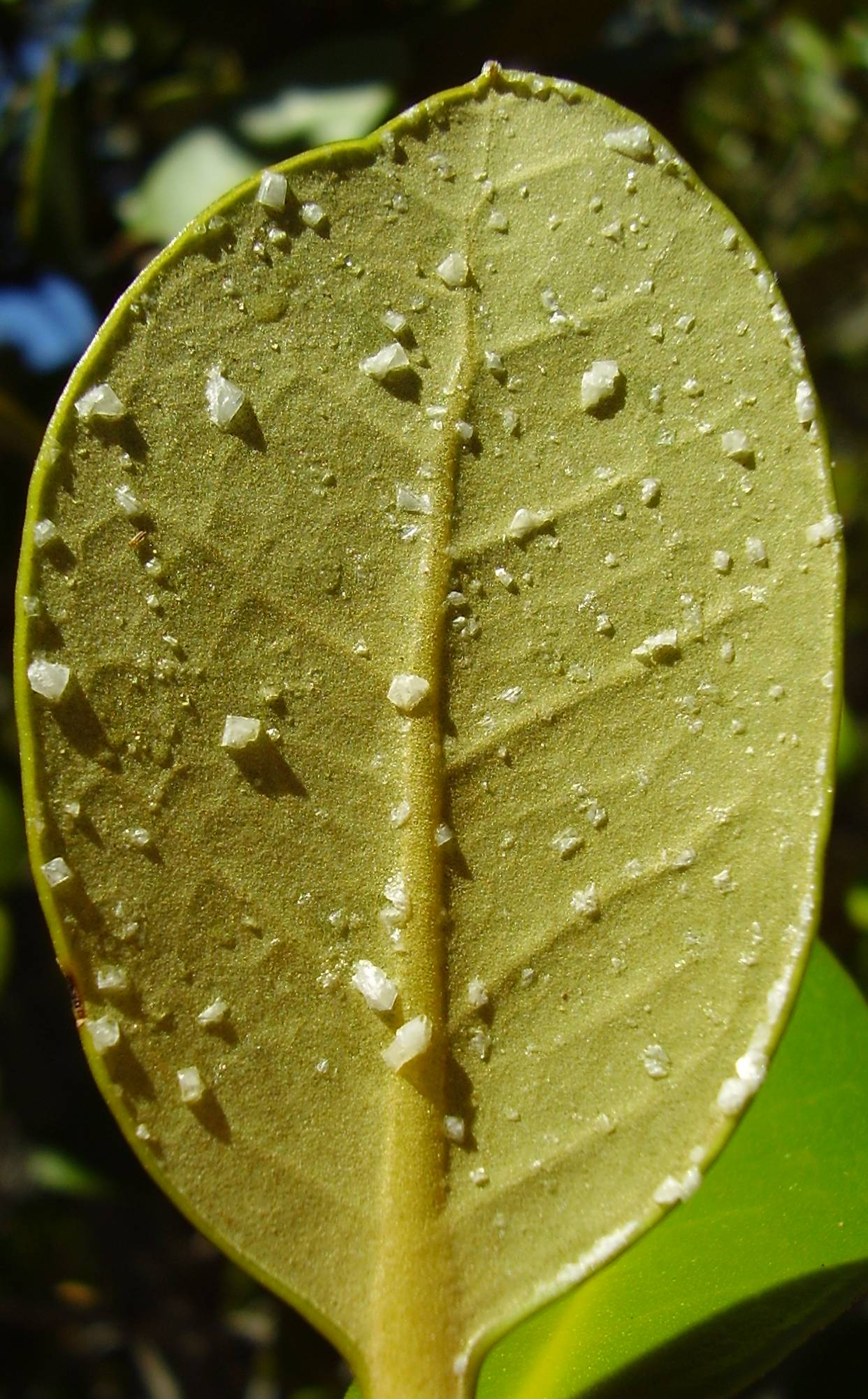
佈滿鹽結晶的海茄苳葉片

紅樹林植物生活在温度高、光照强且盐分高的生理干旱环境，因此它们的叶片更倾向于与旱生植物趋同，葉片的表皮角質層厚，具儲水組織、排水器和栓質層，氣孔凹陷（如红树）或為密毛狀體所包圍，以減少水分喪失。有的葉片則具有鹽腺，以調節組織的鹽份，一些旱地生长的盐生植物也具有此构造，多数盐腺主要通过收集细胞来收集体内过多的盐分，分泌到特定的腔室当中后排出体外。水筆仔、海漆可藉由老葉的脫落來排除多餘的鹽份。不同种类植物的叶片表皮构造有所区别，且不同盐度条件下同一种植物的叶片构造也存在区别。
红树林植物的储水方式主要主要包括了叶片下皮，下皮分布于上表皮内侧，主要由薄壁细胞组成，多数真红树植物具有1-2层下皮，而有的甚至能达到7层，也有的下皮不明显或根本没有，这些下皮会让红树植物的叶片更加倾向于肉质化，苦郎树等植物在高盐生境下叶片也会应激性地增厚。

### 茎的特性
红树植物长期生长在海水冲击的地区，为了避免被海水腐蚀，它们演化出了发达的周皮，有的茎中还具有较大的细胞间隙组成的通气系统。次生木质部也十分坚硬。

### 果实特性

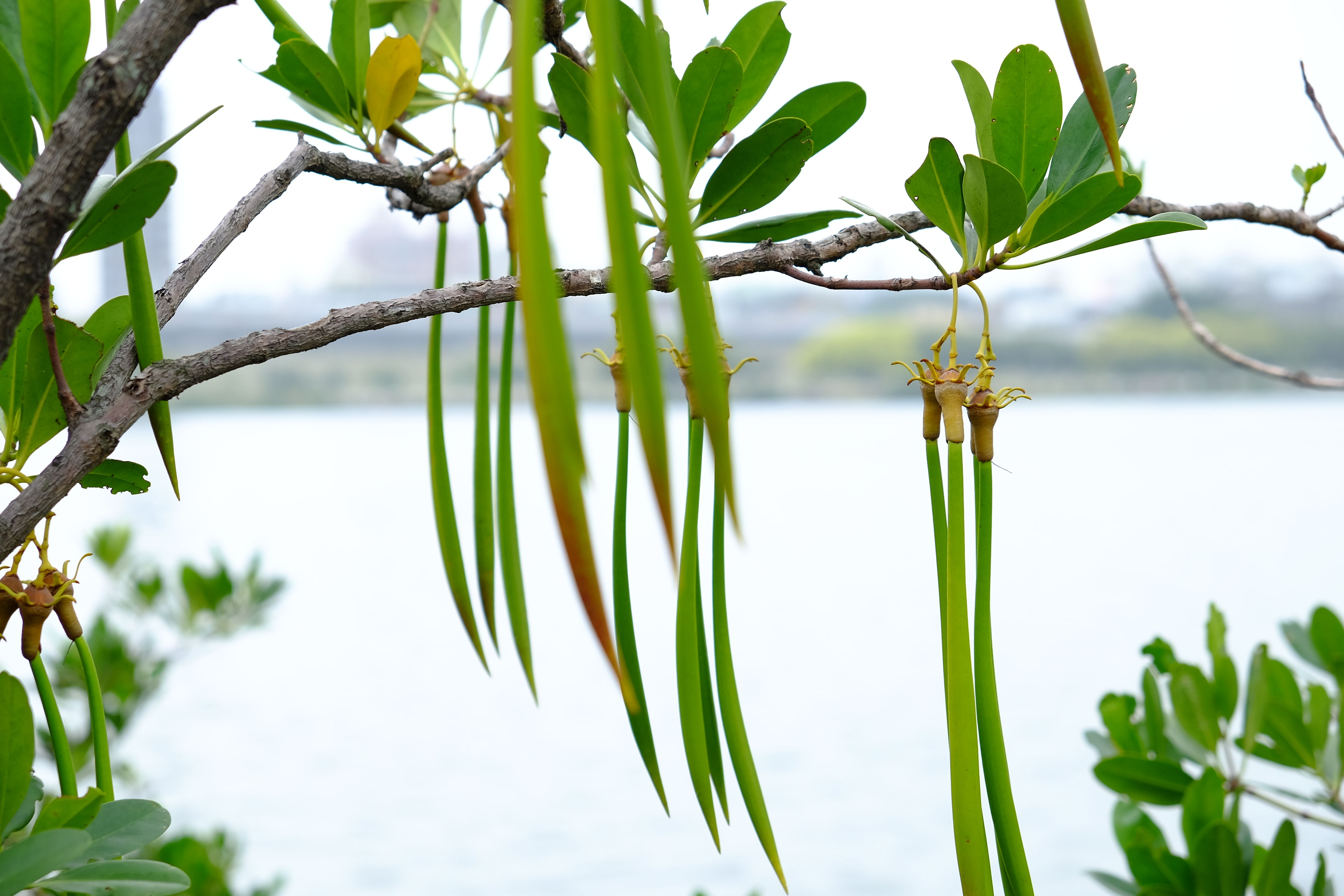
紅樹林的胎生苗

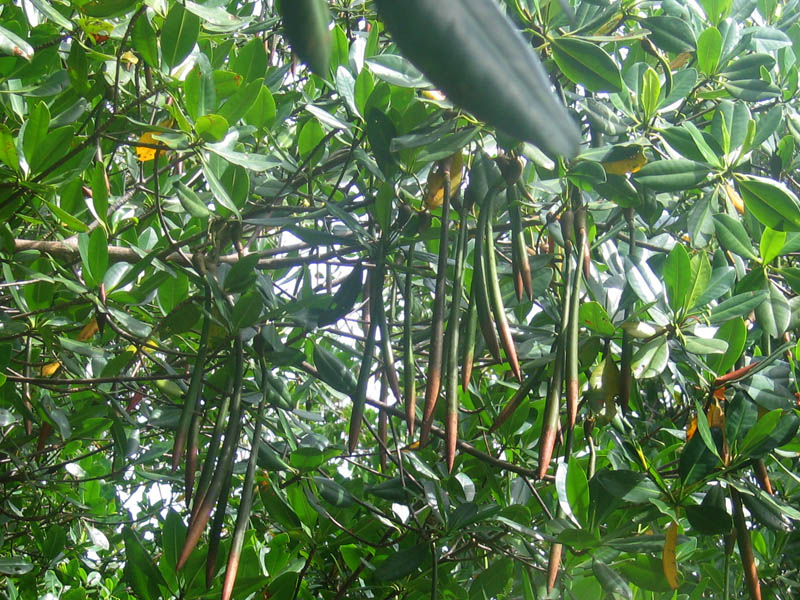
紅樹林的胎生苗

有些紅樹林植物，其果實仍在母樹上時，胚即自種子長出且伸出果實，最後而形成具胚莖和根的胎生苗。幼苗垂掛在枝條上，可自母株吸取養份。胚莖上有多數皮孔，可進行氣體交換。當幼苗脫離母株時，有些可插入泥中，側根再長出，再長成幼樹。
有些幼苗縱使沒有順利插入泥中，由於胎生苗的細胞間隙大，富含漂浮組織，所以能隨波逐流，再定著在適當地點。在鹽度高、土質鬆軟、缺氧及水中含氯量高的環境下，胎生現象正是最有利的適應方法了。
多数红树植物乃至滨海植物的种子都很容易在海水上漂浮以方便进行传播，这大大提高了它们的分布范围，这也解释了为什么同一种红树植物可以出现在不同的陆地周围。有的红树植物还能依靠动物进行传播。

## 生物类群

### 真红树植物
根據Tomlinson在1986年的統計，全世界的「真紅樹」約有5科9屬34種，所謂「真紅樹」，必須有胎生現象、特殊的呼吸根，並且能夠適應淡、鹹水（半淡鹹水）交會的環境。
至於到底有多少種類，則因為分類學家的觀點不同，而或多或少有所差異，下表列出了一些学术上被接受程度较高的真红树类群，一些在传统资料当中被经常列为真红树植物的类群也包括在内（不含自然杂交种）。
| 科       | 图片 | 属                      | 红树种类分布范围                                           | 数目   | 是否全属均具有红树植物特征 | 中国是否有产 | 备注                                 |
| -------- | ---- | ----------------------- | ---------------------------------------------------------- | ------ | -------------------------- | ------------ | ------------------------------------ |
| 凤尾蕨科 |      | 卤蕨属 Acrostichum      | 亚洲热带地区、琉球群岛、非洲、美洲热带，也发现于内陆地区。 | 3      | 是                         | 是           | 有时不被接受为真红树                 |
| 棕榈科   |      | 水椰属 Nypa             | 亚洲热带地区，大洋洲北端也有分布                           | 单型属 | 单型属                     | 是           | 有时被视为半红树                     |
| 棕榈科   |      | 刺葵属 Phoenix          | 南亚至东南亚                                               | 1      | 否                         | 否           | 有时不被接受为真红树                 |
| 报春花科 |      | 蜡烛果属 Aegiceras      | 亚洲南部和大洋洲                                           | 2      | 是                         | 是           |                                      |
| 四籽树科 |      | 假红树属 Pelliciera     | 中美洲与南美洲                                             | 2      | 是                         | 否           |                                      |
| 四籽树科 |      | 四籽木属Tetramerista    | 婆罗洲与马来亚                                             | 单型属 | 单型属                     | 否           | 现在多不认为是真红树植物             |
| 茜草科   |      | 瓶花木属 Scyphiphora    | 从印度到热带亚洲和西太平洋                                 | 1      | 是                         | 是           |                                      |
| 爵床科   |      | 老鼠簕属 Acanthus       | 亚洲南部                                                   | 3      | 否                         | 是           | 早期部分资料将其认定为红树林伴生植物 |
| 爵床科   |      | 海榄雌属 Avicennia      | 部分种类分布于亚洲、非洲与大洋洲，部分在中美洲至南美洲     | 8      | 是                         | 是           |                                      |
| 白花丹科 |      | 紫条木属 Aegialitis     | 大洋洲至东南亚                                             | 2      | 是                         | 引种         |                                      |
| 红树科   |      | 红树属 Rhizophora       | 部分种类分布于亚洲、非洲与大洋洲，部分在美洲               | 6      | 是                         | 是           |                                      |
| 红树科   |      | 秋茄属 Kandelia         | 亚洲南部与大洋洲北部                                       | 2      | 是                         | 是           |                                      |
| 红树科   |      | 木榄属 Bruguiera        | 东部非洲、亚洲南部与大洋洲                                 | 5      | 是                         | 是           |                                      |
| 红树科   |      | 角果木属 Ceriops        | 亚洲热带及部分亚热带地区、非洲、大洋洲                     | 5      | 是                         | 是           |                                      |
| 大戟科   |      | 海漆属 Excoecaria       | 亚洲南部及大洋洲                                           | 1      | 否                         | 是           | 新观点认为是半红树植物               |
| 大戟科   |      | 齿叶乌桕属 Shirakiopsis | 热带亚洲                                                   | 1      | 否                         | 否           |                                      |
| 使君子科 |      | 榄李属 Lumnitzera       | 热带亚洲及大洋洲                                           | 2      | 是                         | 是           |                                      |
| 使君子科 |      | 桤果木属 Conocarpus     | 佛罗里达、加勒比地区和南美洲                               | 1      | 否                         | 引种         | 现在多认为是半红树或红树林伴生植物   |
| 使君子科 |      | 对叶榄李属 Laguncularia | 西非及美洲太平洋沿岸                                       | 单型属 | 单型属                     | 引种         |                                      |
| 锦葵科   |      | 银叶树属 Heritiera      | 亚洲南部                                                   | 5      | 否                         | 是           | 现在多认为是半红树植物               |
| 锦葵科   |      | 海槿属 Camptostemon     | 马来西亚中部，澳大利亚北部                                 | 3      | 是                         | 否           |                                      |
| 锦葵科   |      | 杯萼椴属 Brownlowia     | 东南亚地区                                                 | 1      | 否                         | 否           |                                      |
| 桃金娘科 |      | 八宫花属 Osbornia       | 东南亚与大洋洲北部                                         | 单型属 | 单型属                     | 否           |                                      |
| 千屈菜科 |      | 海桑属 Sonneratia       | 非洲东部，大洋洲及亚洲南部                                 | 6      | 是                         | 是           |                                      |
| 千屈菜科 |      | 水芫花属 Pemphis        | 东半球热带海岸，非洲                                       | 单型属 | 单型属                     | 是           | 主流观点认为是红树林伴生植物         |
| 豆科     |      | 喃喃果属 Cynometra      | 南亚至大洋洲                                               | 1      | 否                         | 否           | 现在多认为是半红树植物               |
| 楝科     |      | 木果楝属 Xylocarpus     | 东部非洲，南部亚洲至澳大利亚东北部                         | 3      | 是                         | 是           |                                      |

### 半红树植物
由于不同学者的观点不尽相同，半红树植物的名单波动幅度会远大于真红树植物，学术上认可程度较高的半红树植物类群主要包括了以下类群：
- 木槿属(黄槿·海滨木槿)
- 肖槿属(桐棉·长梗肖槿)
- 银叶树属(5种)
- 海杧果属(海杧果、白花海杧果、多花海杧果)
- 大青属(许树)，在某些较早的资料当中也被列为红树林伴生植物
- 水黄皮属(水黄皮)，在某些较早的资料当中也被列为红树林伴生植物
- 豆腐柴属(伞序臭黄荆)
- 猫尾木属(海滨猫尾木)
- 玉蕊属(滨玉蕊·玉蕊·''Barringtonia conoidea'')
- 木麻黄属(木麻黄)
- 阔苞菊属(阔苞菊)
- 喃喃果属

有时，部分沿海沼泽地的乔木层仅具有半红树植物，例如中国的部分地区可能会出现黄槿群落与银叶树群落，此时这些群落也会被视作是广义上的红树林。例如深圳大鹏就分布有一些海杧果群丛与银叶树群丛，其中坝光古银叶树群里树龄200年以上的有近30棵，树龄最大有500多岁，是中国现存树龄最大、保存最完整的银叶树群落。

### 大型藻类
藻类属红树林食物链重要的一部分，是许多软体动物、鱼类和节肢动物的主要食物，受红树林荫蔽的影响，耐低光的藻类在发达的红树林环境当中往往比其他藻类更占优势，而绿藻门的藻类多数则分布于靠近海洋的外滩等红树植物较为稀疏的地带，但它们对于红树林的生态状况却有着很大的影响，例如当水体过度营养化时，浒苔等绿藻会大量爆发，除了作为一种水质恶化警告信号以外，它们还会附着在红树表面，压倒树苗并阻碍植株进行光合作用，最终将红树绞杀，落单的红树与红树幼苗往往最早会被绞杀至死。
有时绿藻会成片覆盖在红树林地上的泥滩上，并盖住红树林的气根，从远处看上去像是从地面上隆起的锥体，这也是红树林特有的景观之一。

### 鱼类

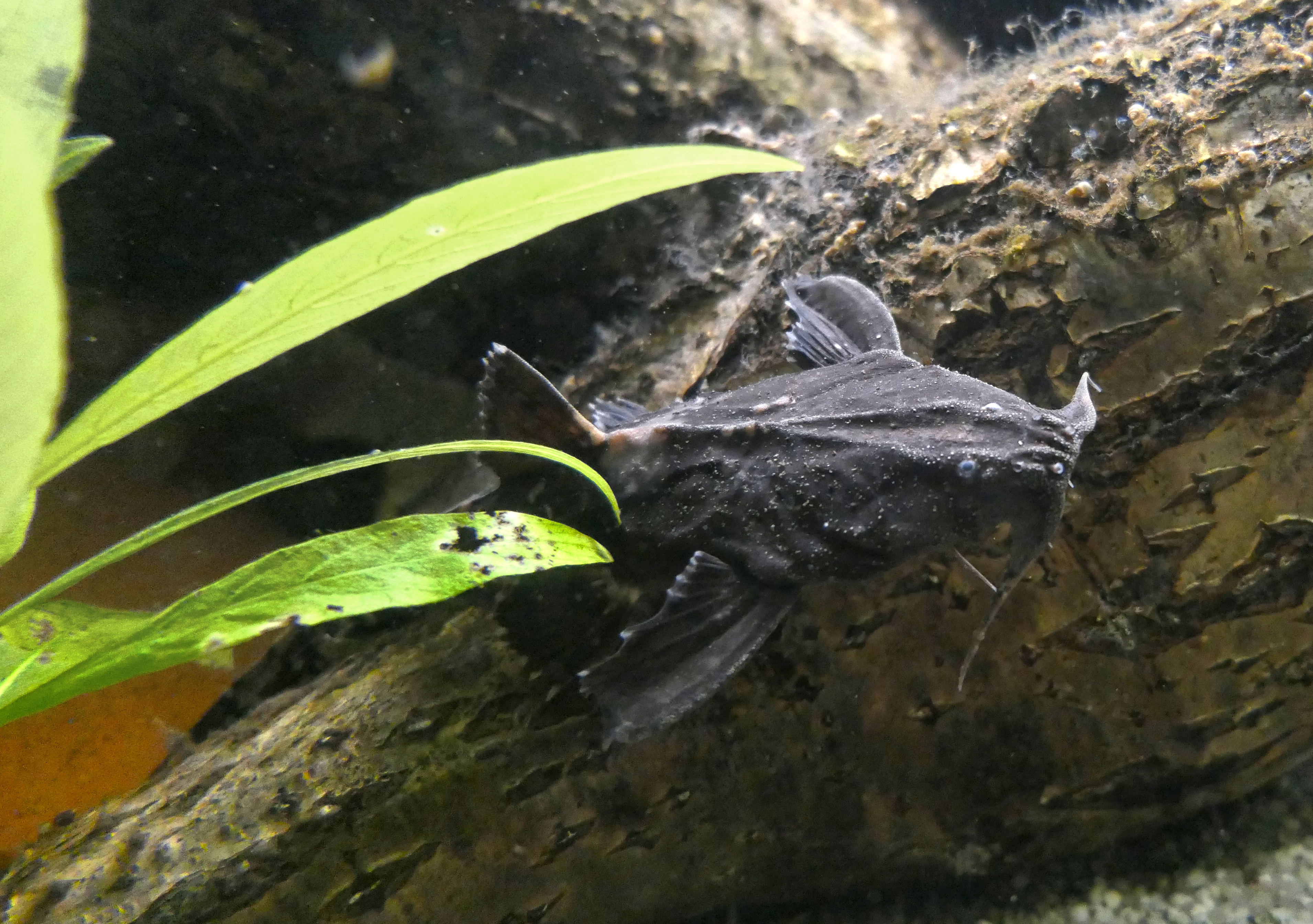
委内瑞拉扁蚪鲇

红树林大多地处淡海水交界处，栖身其中的鱼类大多数对盐度具有相对广泛的适应能力，它们大多数都来自淡水河流下游或近海，仅少部分特定的物种是专一性生活在半咸水区的。红树林栖息是许多鱼类幼年时期主要的栖息地，包括了许多重要的经济物种，如棘鲷属、笛鲷属、东方鲀属等，这其中最重要的方面是红树林复杂的结构，这提供了大量的食物供应并减少了幼年鱼类被捕食的发生，随着体型的增加，多数幼鱼会转向更开阔的栖息地，因为它们在红树林中的觅食成功率降低（大概是因为红树林的复杂结构限制了觅食），同时它们也不再需要那么担心捕食者带来的威胁。
鱼类并非一成不变地居住在红树林当中，许多鱼类是随潮起潮落有规律地进入红树林（某些小型的鲸类亦是如此），尽管红树林被广泛认为是热带河口鱼类的重要栖息地，但实际深度利用红树林的鱼类种类有限，主要集中在一些特定的物种。有一大部分的鱼类仅在红树林外沿活动，似乎比较少进入高潮带。
部分鱼类对于红树林生活也有着专一性的适应特征，例如委内瑞拉扁蚪鲇的雌鱼会将卵挂在腹部进行孵化，以应对红树林的缺氧环境，一些种类的射水鱼会射出水柱来击落红树植物上停靠的昆虫。

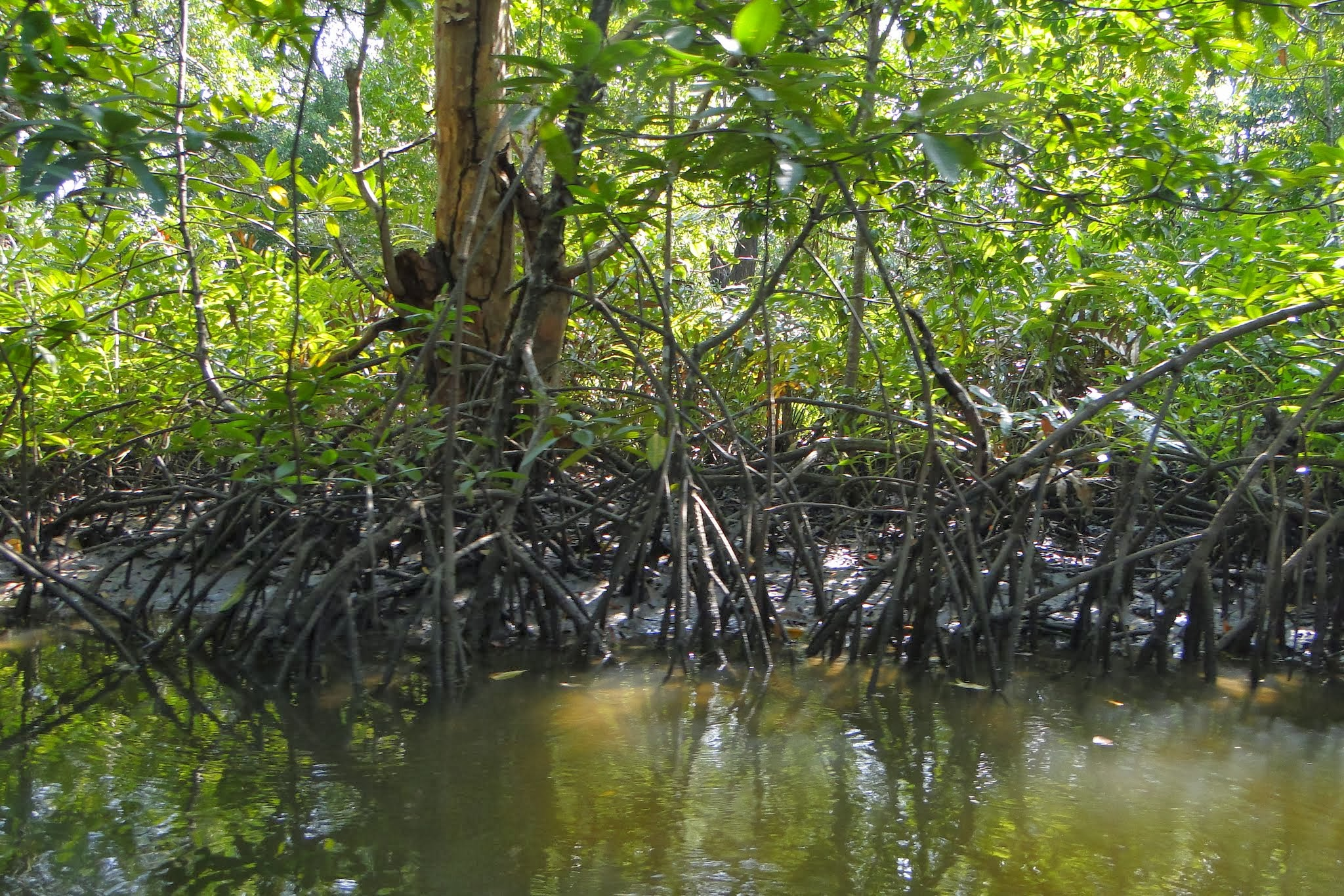
红树林

## 重要性與經濟價值
红树以凋落物的方式，通过食物链转换，为海洋动物提供良好的生长发育环境，同时，由于红树林区内潮沟发达，吸引深水区的动物来到红树林区内觅食栖息，生产繁殖。此外，红树林生长于亚热带和温带，并拥有丰富的鸟类食物资源，所以红树林区是候鸟的越冬场和迁徙中转站，更是各种海鸟的觅食栖息，生产繁殖的场所。红树林中的所有生物及其无机环境构成了湿地生态系统，对人类有很高的间接利用价值。
红树林另一重要生态效益是它的防风消浪、促淤保滩、固岸护堤、净化海水和空气的功能。盘根错节的发达根系能有效地滞留陆地来沙，减少近岸海域的含沙量；茂密高大的枝体宛如一道道绿色长城，有效抵御风浪袭击。
红树林的工业、药用等经济价值也很高，如木榄属的植物的树皮在海南一带常被用于处理伤口，许多红树的树皮可以用于栲胶。
部分真红树植物的幼苗也可以被饲养在家庭水族箱当中作为观赏树种，但由于鱼缸长期水淹、水中营养物质不足、高盐度或纯淡水的环境，红树在里面生长得很慢，甚至需要几周时间才能长出叶子，长势一般很差，因此以少量红树植物来替代传统的鱼缸过滤系统净化鱼缸水质是不现实的，同时直接购买已经养好的树苗放入鱼缸当中成活率也较低，此外能适应鱼缸环境的红树种类其实并不多。

## 威胁[5]
近40年来，世界各地红树林湿地的面积大幅度地减少，对生态环境和生物多样性造成了严重的破坏，也是全世界滨海湿地面临的最主要的问题之一。同时红树林的生物多样性也逐渐降低。人为导致红树林退化的原因主要包括以下几点：

### 工程建设
会对红树林生态系统造成破坏的工程要包括了围垦、海堤和码头，这些工程不仅仅会直接占用红树林林地，还会对当地的水动力条件造成影响，导致红树植物无法正常生长。某些地区早年的一些工程会直接就地取材，通过砍伐红树植物来获取木材。

### 物种入侵
在中国大陆，对红树林生态造成直接性破坏的外来物种主要是互花米草，该物种最早于1979作为护堤植物被引种到福建，但由于其适应力广泛，竞争性强，很快就开始不受控制地增长，并对当地的生态系统造成了巨大的破坏，中国政府耗费了大量的财力才缓解了该物种对国内海滨盐沼的蚕食。
除了互花米草，无瓣海桑和对叶榄李（拉贡木）也被认为是具有入侵潜力的外来红树植物，这两个物种都是作为红树林辅助造林树种引入中国的。

### 过度采集和捕捞
对红树林出产的动植物资源主要包括了水产以及红树植物自身的产物（如海榄雌的果实“榄钱”），过度利用不仅会影响红树林当中的动植物更新速度和食物链结构，在采集的过程中，挖掘泥穴（如采挖革囊星虫科的海鲜）、践踏植物（主要是气生根和幼苗）等行为还会对红树林造成二次破坏。例如广西北海地区在2019年左右有过大量外地人参与海榄雌果实的采摘，因其方法粗暴并且毫无节制，曾一度对当地海榄雌树林造成了许多破坏，迫使广西政府出台通过《广西壮族自治区红树林资源保护条例》来规范广西红树林资源的利用。

### 养殖业
养殖业对红树林的破坏主要体现在通过砍伐红树植物来制造空地以及养殖过程当中产生的污水，虽然红树植物多数具备较强的抗污染能力，但是水体过肥往往也会导致绿藻和污损生物（主要是团水虱和船蛆）的爆发，间接导致红树植物死亡。
危害红树林的养殖业并不仅局限于水产养殖，一些家禽养殖也会对红树林造成很大破坏，这其中最典型的就是在红树林当中放养海鸭。

## 各地的紅樹林
全球紅樹林面積約為137,760 km2 

### 中国大陆
中國大陆的红树林共有37种，分属20科、25属（另有资料为16科20属31种）。主要分布于广西、广东、海南、福建和浙江南部沿岸。其中以广西壯族自治区的红树林资源量最丰富，其红树林面积占中国红树林面积的三分之一。
中国设有五个红树林国家级自然保护区，分别是：广西山口红树林生态国家级自然保护区，福建漳江口红树林国家级自然保护区，广东湛江红树林国家级自然保护区，广东深圳市福田国家级红树林自然保护区，廣東江門市台山鎮海灣國家級紅樹林自然保护區及海南海口海南东寨港国际自然保护区。
中国红树林引种的北界是浙江省，能在该地区露地过冬的红树植物只有秋茄树和蜡烛果两种，造林主要使用前者。天然分布的最北界在福鼎一带。
中国首环保政策影响，各地区政府目前都在大力支持各项红树林造林、恢复项目，虽然对中国的沿海与红树林生态系统起到了较多改善，但很多政府却一味贪图红树林造林面积，甚至将原本为光滩的滩涂强行改造成人工红树林，导致很多原本栖息在光滩的鸟类（如鹬属）流离失所。

### 台灣
台灣的紅樹林原有6種，現存4種；主要分布在西部各沿海河口附近。由於高度的開發，使得紅樹林遭到相當程度的破壞。新北市淡水區淡水河沿岸、苗栗縣竹南鎮中港溪出海口及台中市大安區溫仔寮河口，台南市安南區四草等地有較集中之族群。
- 水筆仔（紅樹科）：數量多，耐寒性較高，主要分布於台灣中北部、四草則有觀光用途的人工栽育種。為知名度最高的一種。
- 紅海欖（紅樹科）：數量不多，只分布於四草一帶之潟湖，五梨跤為以前鑑種錯誤之稱。
- 海茄苳（爵床科）：分布廣，主要分布於台灣中南部，之前被歸類於馬鞭草科。
- 欖李（使君子科）：數量不多，只分布於台南市安南區的四草潟湖。
- 紅茄苳與細蕊紅樹（紅樹科）：在台灣已絕種。原分佈於高雄市的潟湖，1969年高雄港進行第二港口修建時遭清除。台灣在1990年代晚期有民間公司向國外引進這兩種紅樹林的幼苗進行復育中。

其中淡水紅樹林曾是全世界緯度最北的紅樹林自然分佈地點，但此紀錄為日本琉球及九州南部發現的水筆仔所打破；水筆仔是紅樹林自然分佈緯度最高的種類。而臺南四草是唯一有前述4種紅樹林共存的區域。

### 香港
由於人為的干擾，香港的原有紅樹林已經逐漸消失。現時香港大約有170處地區有紅樹林紀錄，包括后海灣、大埔汀角路、沙頭角附近如鹽灶下、鹿頸，還有大嶼山，马鞍山等沿海地帶。其中以后海灣的面積最大（約85平方公里），是全中國第六大的紅樹林，並於1995年列入國際重要濕地名錄中。香港紅樹林一般高度約四米以下，較大型或成熟的紅樹林品種如銀葉樹（Heritieralittoralis）可在少受干擾的海灣內找到。

### 日本

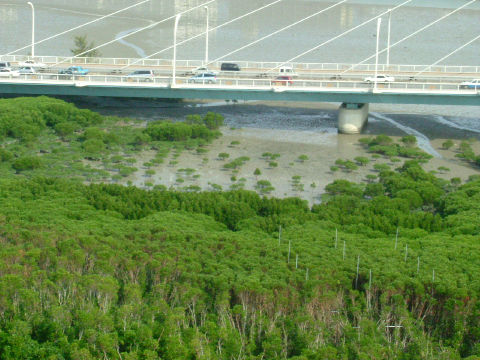
沖繩本島漫湖的紅樹林

因氣候因素，日本的自然紅樹林分布於九州之鹿兒島縣與沖繩，以種子島為極北；近年來在本州亦有人工栽培。樹種均為水筆仔。日本也是目前全球所發現的紅樹林自然分布最北界。

## 外部參考
- 《香港海岸植物》，朱惠玲（Mabel W.L.Chu),野外动向出版社，
- Kuenzer, C., Bluemel A., Gebhardt, S., Vo Quoc, T., and S. Dech. 2011. "Remote Sensing of Mangrove Ecosystems: A Review". Remote Sensing 3: 878-928; doi:10.3390/rs3050878
- Vo Quoc, T., Kuenzer, C., Vo Quang, M., Moder, F., and N. Oppelt, 2012. "Review of Valuation Methods for Mangrove Ecosystem Services". Journal of Ecological Indicators, 23: 431-446
- 薛美莉.  (PDF). 特有生物研究保育中心.   [2011-10-08]. （原始内容 (PDF)存档于2016-03-05）.
- . www.marinespecies.org.   [2024-08-27]. （原始内容存档于2024-08-25）.
- 林鹏. . 科学技术出版社. 1997. ISBN 7030056922.

## 外部連結
- 四草生態旅遊資訊
- 拉姆薩爾濕地保育及宣傳教育計劃 （页面存档备份，存于）
- 國際紅樹林組織
- 國際熱帶木材組織 （页面存档备份，存于）